# Méliphage orné
Ptilotula ornata
Espèce
Statut de conservation UICN

 LC  : Préoccupation mineure
Le Méliphage orné (Ptilotula ornata, anciennement Lichenostomus ornatus) est une espèce de passereaux de la famille des Meliphagidae.

## Répartition
C'est oiseau est endémique du sud de l'Australie.

## Habitat
Le Méliphage orné habite les forêts tempérées et les zones de broussailles de type méditerranéen.

## Taxinomie
À la suite des travaux phylogéniques de Nyári et Joseph (2011), cette espèce est déplacée du genre Lichenostomus vers le genre Ptilotula par le Congrès ornithologique international dans sa classification de référence version 3.4 (2013).
D'après le Congrès ornithologique international, c'est une espèce monotypique.